# Poncelet (cratère)
Pour les articles homonymes, voir Poncelet.
Poncelet est un cratère d'impact lunaire situé au Nord de la face visible de la Lune. Il se trouve au nord-est du cratère Pascal et au nord-ouest du cratère Anaximenes. Ce cratère est fortement érodé avec un plancher intérieur inondé par de la lave basaltique et parsemé de plusieurs craterlets dont le cratère satellite « Poncelet H ». Le contour est circulaire mais peu élevé avec des brèches au sud et au nord-est. 
En 1964, l'Union astronomique internationale a donné le nom du mathématicien français Jean-Victor Poncelet à ce cratère lunaire.

## Cratères satellites

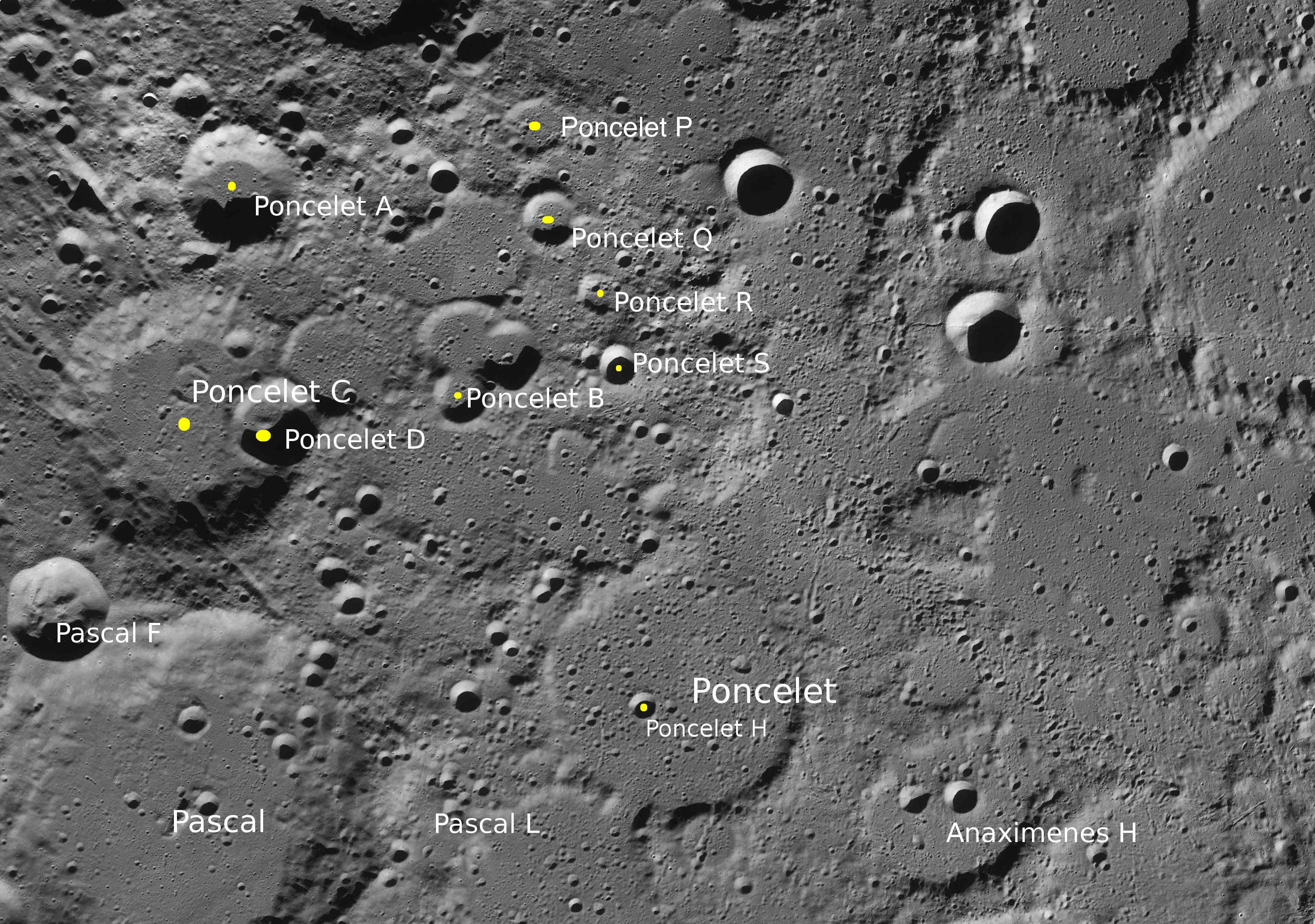
Carte des cratères satellites de Poncelet.

Les cratères dit satellites sont de petits cratères situés à proximité du cratère principal, ils sont nommés du même nom mais accompagnés d'une lettre majuscule complémentaire (même si la formation de ces cratères est indépendante de la formation du cratère principal). Par convention ces caractéristiques sont indiquées sur les cartes lunaires en plaçant la lettre sur le point le plus proche du cratère principal.
| Poncelet | Latitude | Longitude | Diamètre |
| -------- | -------- | --------- | -------- |
| A        | 79.5° N  | 74.7° W   | 31 km    |
| B        | 78.6° N  | 62.3° W   | 32 km    |
| C        | 77.4° N  | 73.7° W   | 67 km    |
| D        | 77.7° N  | 70.0° W   | 23 km    |
| H        | 75.7° N  | 55.2° W   | 7 km     |
| P        | 80.6° N  | 61.1° W   | 15 km    |
| Q        | 79.9° N  | 59.9° W   | 14 km    |
| R        | 79.3° N  | 57.3° W   | 10 km    |
| S        | 78.7° N  | 56.2° W   | 10 km    |